# Kaiserleibrücke
Die nach dem Offenbacher Stadtteil Kaiserlei benannte Kaiserleibrücke über den Main bei Mainkilometer 39,160 ist eine Bogenbrücke mit angehängter Brückentafel aus Stahl. Sie wurde von 1960 bis 1964 vom MAN Werk Gustavsburg erbaut und am 18. Dezember 1964 eingeweiht. Die Brücke ist ein Teilstück der A 661. Sie verbindet das nördliche Frankfurter Mainufer mit dem Offenbacher Stadtteil Kaiserlei auf der südlichen Mainseite. Die Buslinie 103 der Offenbacher Verkehrs-Betriebe fährt über die Brücke nach Frankfurt-Bornheim. Die Brücke wird täglich von knapp 117.000 Fahrzeugen befahren.

## Konstruktion
Die Brücke hat eine Hauptspannweite von 220 Metern, und die 4000 Tonnen schwere Brückentafel hat eine Überbaubreite von 36,70 Meter bei einer Konstruktionshöhe von 3,1 Meter. Die Scheitelhöhe beträgt 26 Meter. Die Bögen bestehen auf jeder Seite aus jeweils zwei Stahlröhren mit einem Durchmesser von zwei Metern und einer Wandstärke von zwanzig Millimetern. Die Widerlager stehen auf insgesamt 172 Pfählen. Das Bauwerk hat eine Durchfahrtshöhe von 8,3 Metern beim höchsten Schifffahrtswasserstand.
Die Baukosten betrugen zirka 15 Millionen DM.
Die Brücke ist Teil des Projektes Route der Industriekultur Rhein-Main.

## Anbindungen
Auf der Frankfurter Seite führen die mittleren Fahrbahnen als A 661 auf die Hochstraße Ratsweg Richtung Oberursel. Die Auf- und Abfahrbahnen gehen zum bzw. kommen vom Ratswegkreisel, der Kreuzung Ratsweg–Hanauer Landstraße.
Auf der Offenbacher Seite überqueren die Fahrbahnen der A 661 auf einer 600 Meter langen Hochstraße den Strahlenberger Kreisel (in Offenbach allgemein Kaiserlei-Kreisel genannt). Die Auf- und Abfahrten führen bzw. kommen von diesem Kreisverkehr.

## Galerie

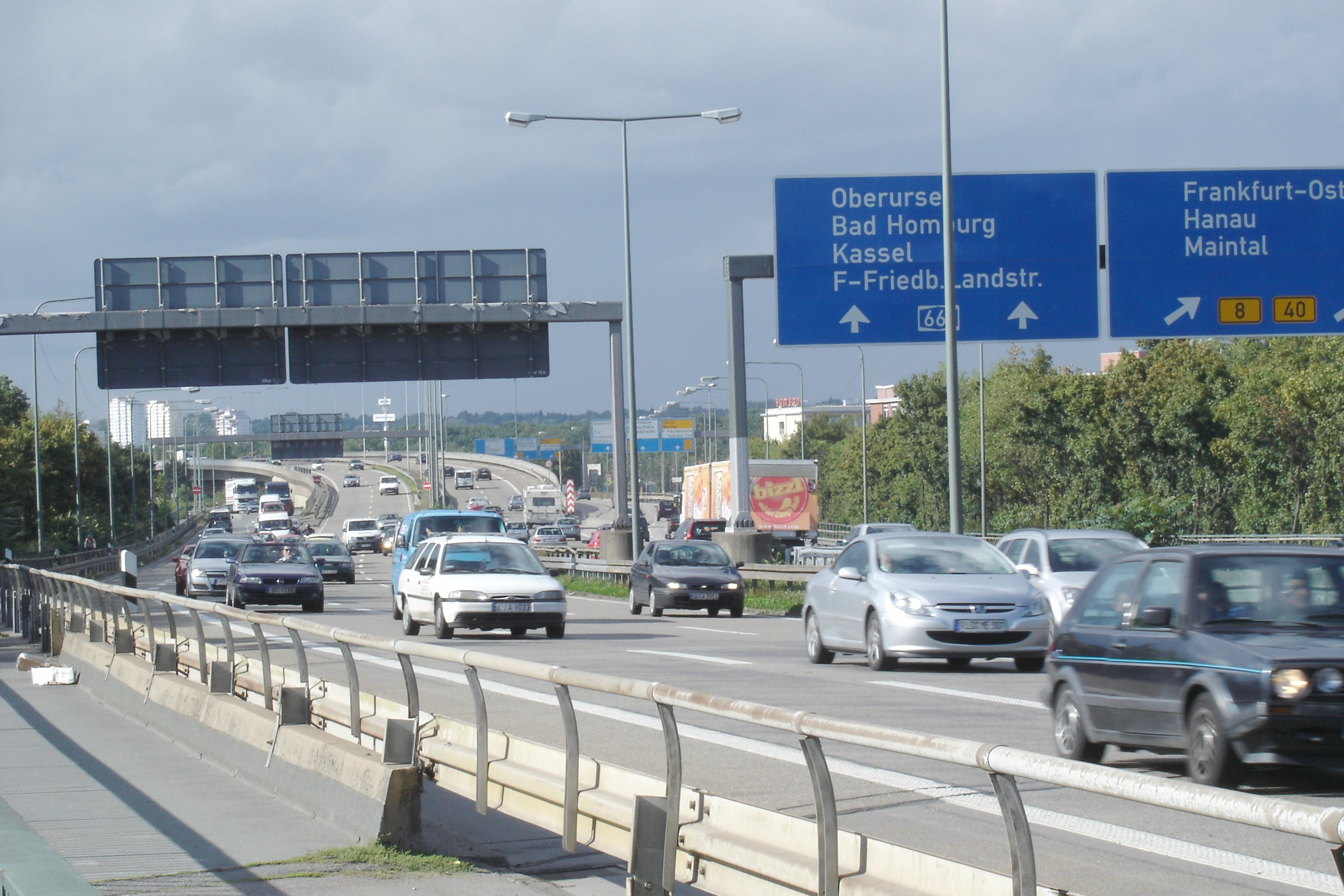
Nordanbindung Kaiserleibrücke
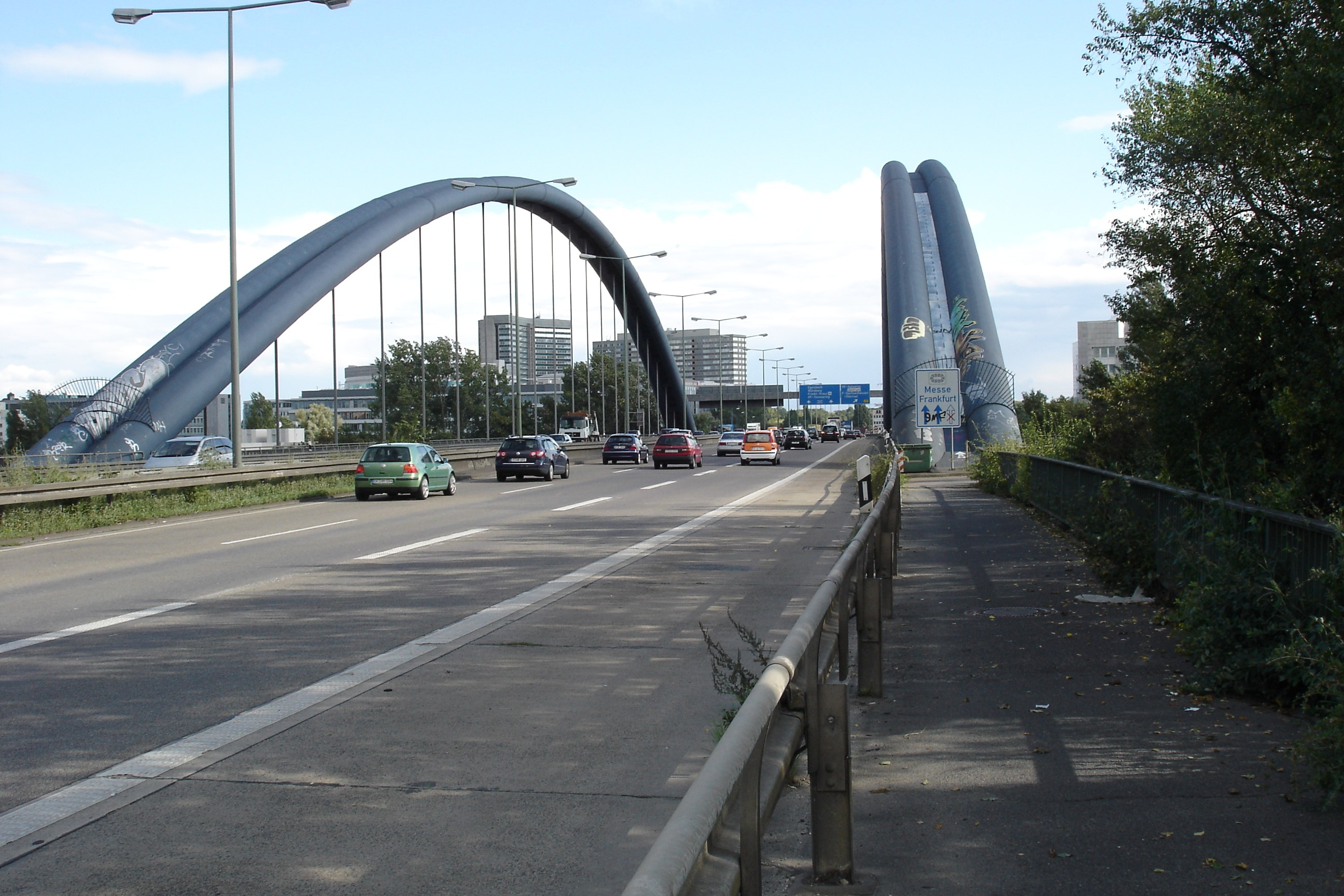
Kaiserleibrücke in Südrichtung
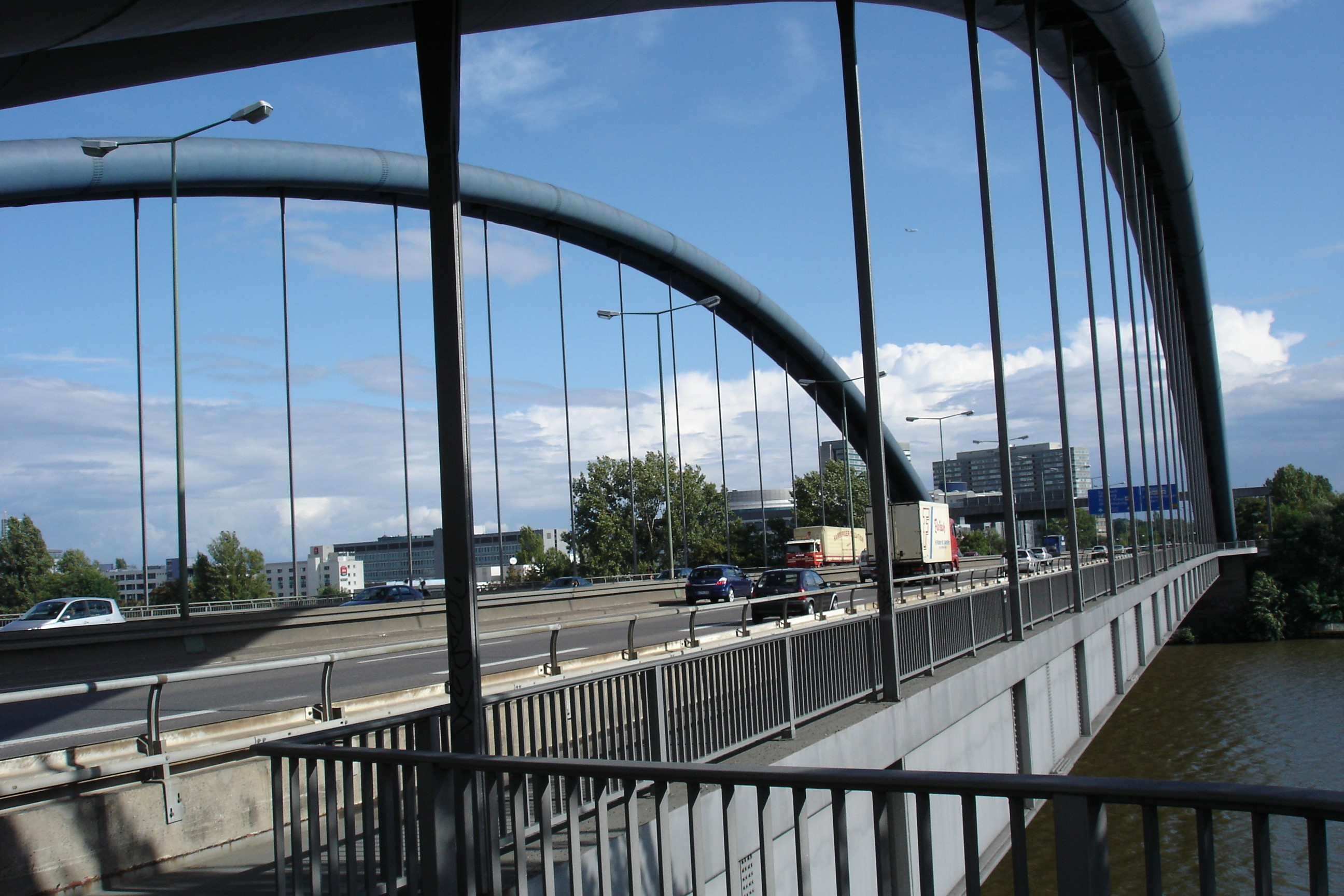
Kaiserleibrücke, Details
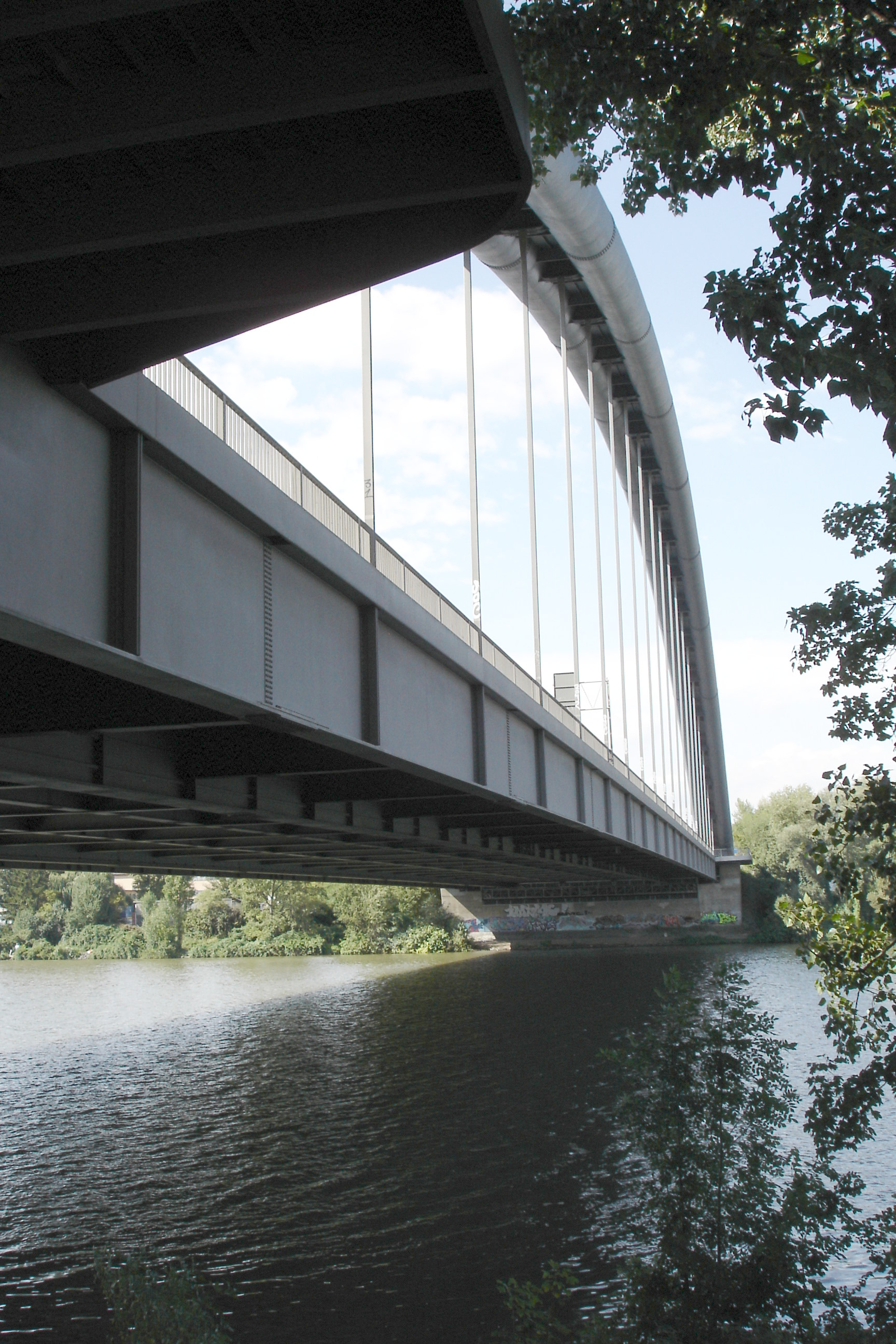
Blick vom Südufer